# الخدمات الطبية الهندية

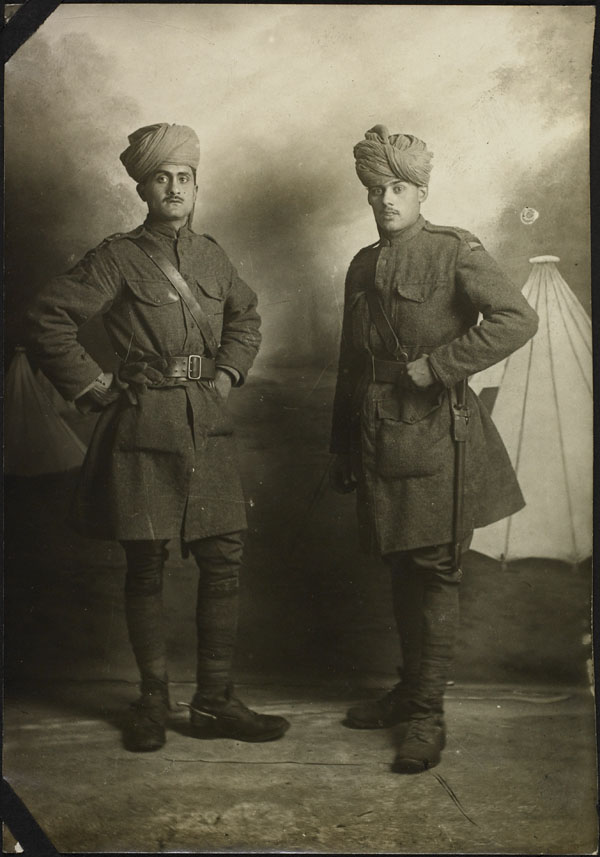
اثنان من أفراد الخدمات الطبية الهندية في فرنسا أثناء الحرب العالمية الأولى

الخدمات الطبية الهندية (بالإنجليزية: Indian Medical Service)‏، وتعرف أيضًا بالاختصار IMS، هي وحدة خدمات طبية عسكرية بريطانية سابقة في الهند البريطانية، كانت تكلف أيضًا ببعض الأعمال المدنية. خدمت أثناء الحربين العالميتين الأولى والثانية، وظلت قائمة حتى استقلت الهند سنة 1947. خدم العديد من ضباطها (وكانوا من البريطانيين والهنود) في مستشفيات مدنية.

## من أبرز ضباطها الأطباء
- الجراح السير بنجامين فرانكلين، الذي صار لاحقًا طبيبًا شرفيًا لثلاثة من ملوك المملكة المتحدة.
- السير رونالد روس، الحائز على جائزة نوبل في الطب سنة 1902.
- الجراح والفنان الطبي وعالم التشريح هنري فاندايك كارتر، صاحب اللوحات التوضيحية الملحقة بكتاب تشريح غراي.[1]